# Triple portrait de Charles Ier
Le Triple portrait de Charles Ier est un tableau du peintre flamand baroque Antoine van Dyck réalisé en 1635 représentant le roi d'Angleterre Charles Ier. 

## Description
Cette toile avait été commandée à van Dyck pour servir de modèle au sculpteur italien Le Bernin qui, à la demande du Pape Urbain VIII, devait réaliser un buste en marbre de Charles Ier. Le buste devait être un cadeau du pape à la reine Henriette Marie, épouse du roi d'Angleterre,  à une période où Rome espérait encore que le Roi ferait revenir l'Angleterre dans le giron catholique.
C'est dans ces conditions qu'il fut demandé à van Dyck de réaliser un portrait représentant Charles Ier de face et de profil. Les trois points de vue avait été choisis pour permettre au sculpteur de créer une sculpture véritablement en trois dimensions.
Lorsque le tableau fut terminé, il fut envoyé à Rome où Bernini réalisa son buste. Il resta en possession du sculpteur et de ses héritiers jusqu'en 1802, date à laquelle il fut ramené en Angleterre pour entrer dans la collection royale en 1822. Le buste de Bernini fut envoyé à la reine d'Angleterre qui le conserva dans son palais mais il fut finalement détruit dans un incendie au palais de Whitehall, à Londres, en 1698.
Il semble que van Dyck se soit inspiré d'un tableau de Lorenzo Lotto, L'Orfèvre au trois visages, initialement attribué au Titien.  Par ailleurs, le portrait de van Dyck paraît également avoir influencé le peintre Philippe de Champaigne qui réalisa, en 1642, le Triple portrait du Cardinal de Richelieu.

Selected works
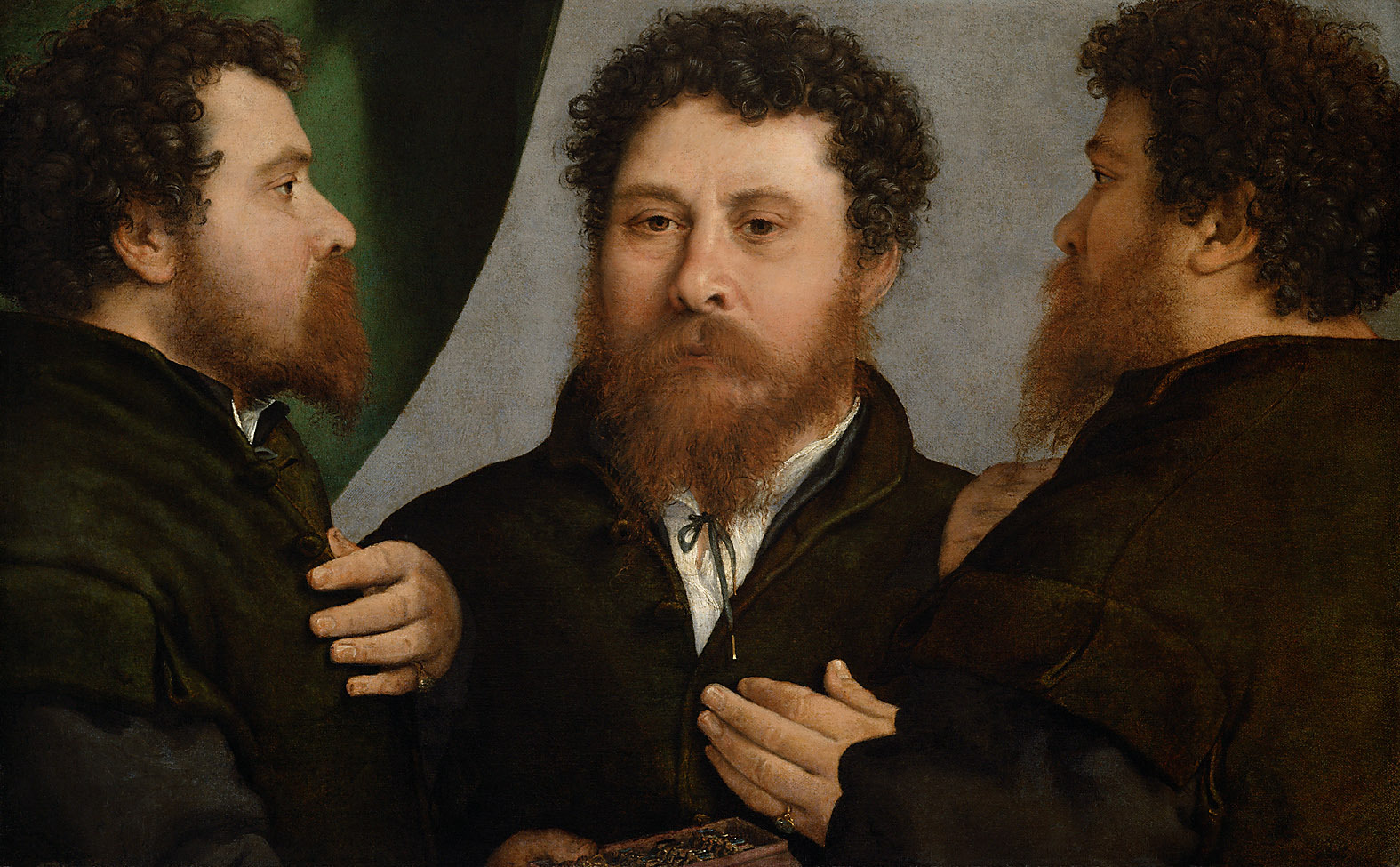
L'Orfèvre au trois visages de Lorenzo Lotto, 1529-1530, Kunsthistorisches Museum.
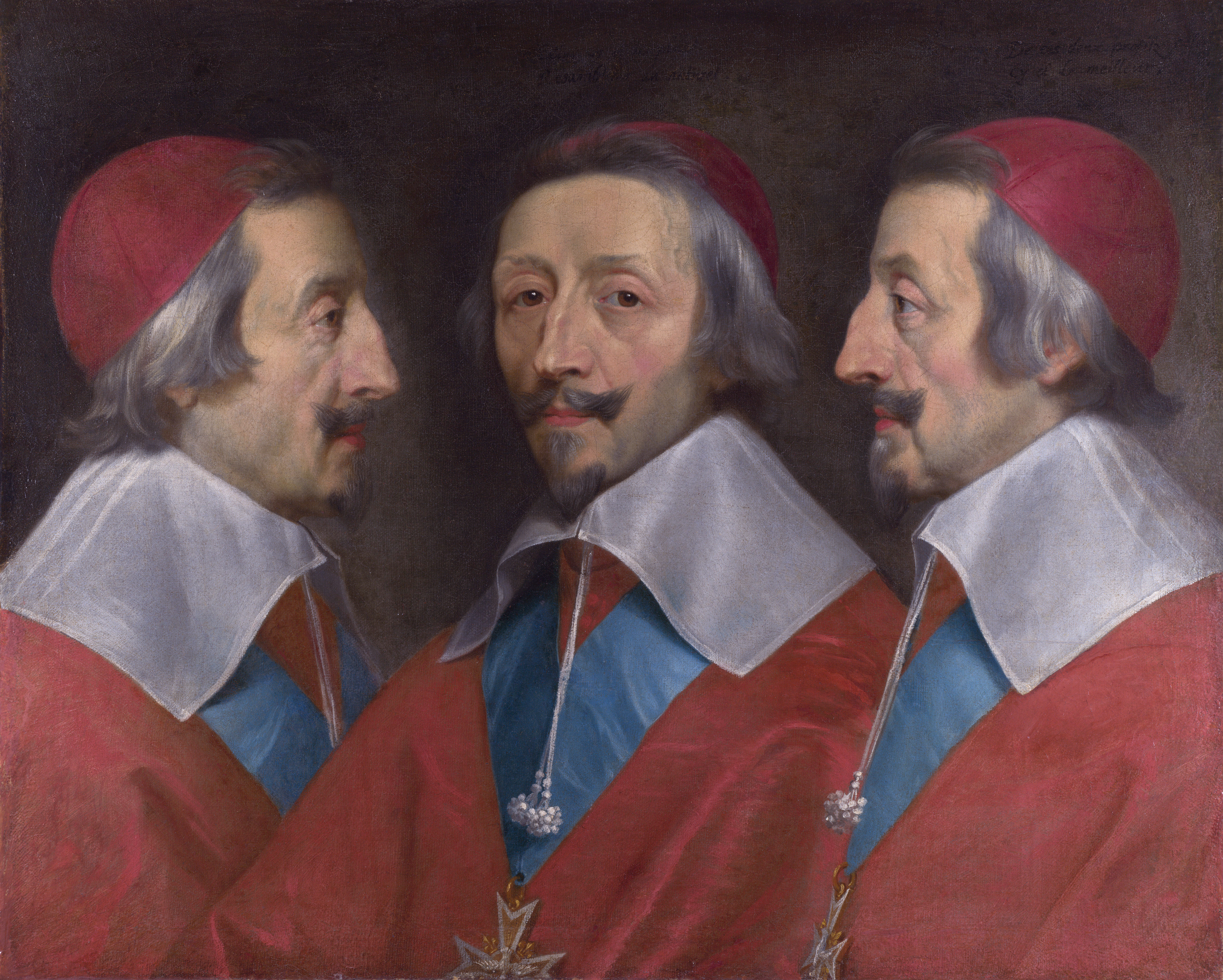
Triple portrait du Cardinal de Richelieu de Philippe de Champaigne, 1640, National Gallery.

La toile qui fait partie de la Royal Collection est désormais exposée au Château de Windsor en Angleterre.